# Дендроарт

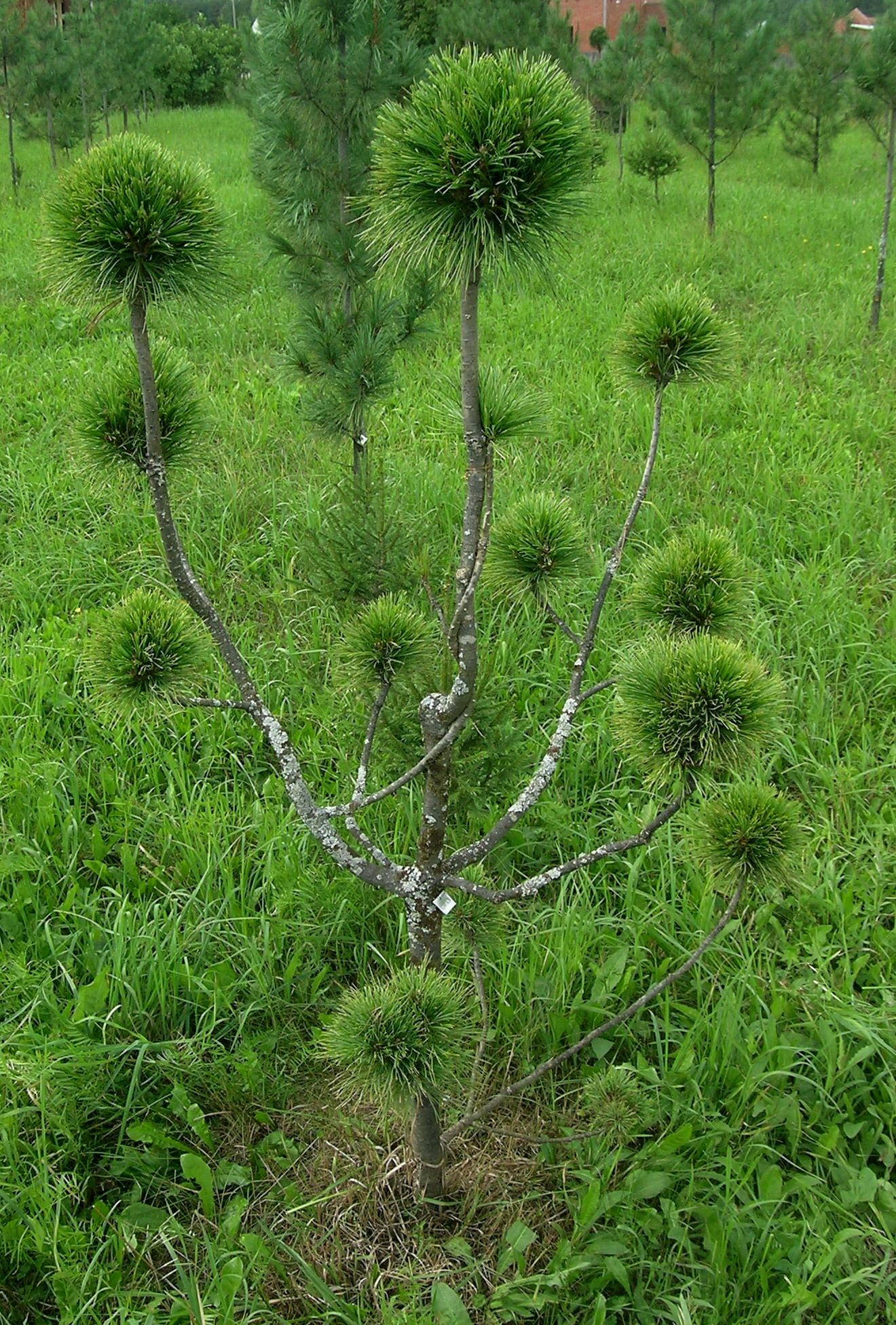
Дендроарт sensu stricto на основе сорта кедра сибирского ‘Идеал’, автор С. Н. Горошкевич, фото С. Н. Горошкевича.

Дендроарт (от др.-греч. δένδρον «дерево» и лат. ars «искусство»)  — создание произведений искусства из живых древесных растений, а также сами продукты творческой деятельности. Термин введен С. Н. Горошкевичем в 2019 году. Он объединяет канонические восточные (хоннонбо, пэньцзин, бонсай, сайкэй, ниваки, карикоми) и современные интернациональные (топиар, дендропластика, арбоскульптура) техники художественного изменения размера и формы древесных растений. Первые опыты дендроарта известны из Древнего Рима и Древнего Китая. Они датируются II-I веками до н.э. Плиний Старший в своей Естественной истории заслугу создания первого аккуратно подстриженного дерева приписывает придворному Гая Юлия Цезаря по имени Калвена (Cnaeus Matius Calvinus). Древнекитайские легенды о первых миниатюрных ландшафтах с живыми растениями относятся примерно к этому же времени, но письменные сведения о пэньцзин (миниатюрных деревцах с закрытой корневой системой) известны лишь со времен династии Тан (VII век н.э.). Материальные свидетельства о появлении пэньцзин (бонсай) в Японии датируются, по разным источникам, от конца XII до начала XIV века.
Из-за существенных различий в менталитете западный и восточный дендроарт были основаны на принципиально разных эстетических принципах. Европейский дендроарт предполагает полную свободу творчества, противостоит природе, является максимально искусственным. Это симметрия, регулярность и непохожесть растения на его природную форму, включая использование сортов. Азиатский дендроарт строго канонический, он подражает природе и стремится по возможности воссоединиться с ней. Это нечетные числа, иррегулярность и диспропорциональность, стилизация под природную форму, использование почти исключительно «диких» видов.  

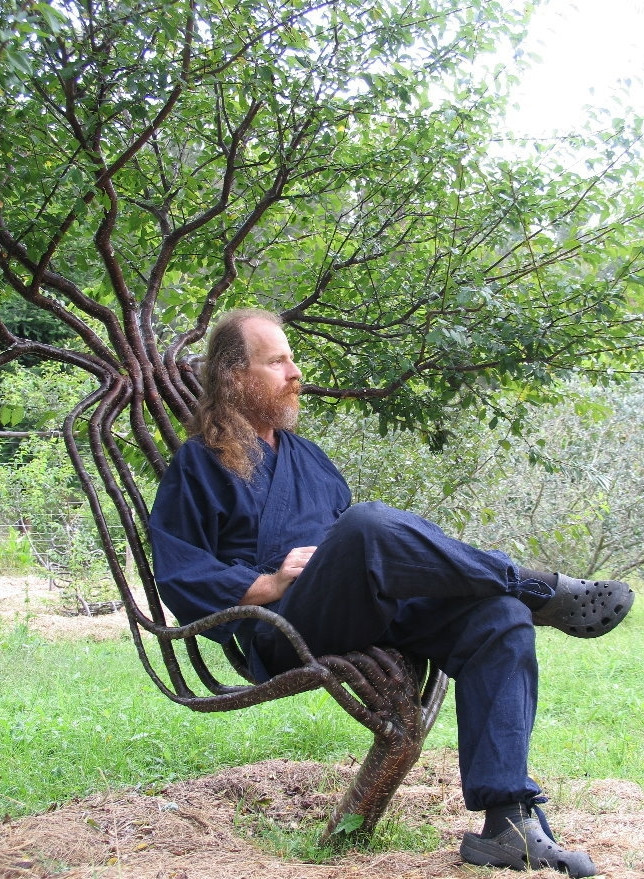
Арбоскульптура – старое кресло

Вплоть до конца XIX – начала XX века западный и восточный дендроарт развивались независимо друг от друга. Затем, особенно с середины XX века они начали активно взаимообогащаться. Этот процесс был и остается асимметричным: восточные эстетические принципы значительно активней проникали и проникают на запад, чем западные на восток. Попав на запад, традиционные восточные жанры дендроарта часто в той или иной мере трансформируются. Расширяются пределы допустимого в части древесного материала и методов работы. Всё это, а также форма готового продукта, индивидуализируется под вкусы и эстетические принципы каждого конкретного автора. Вследствие этого рамки традиционного восточного канона на западе становятся всё более размытыми. Бывает, что создаются новые каноны или даже декларируется полный отказ от любых канонов.
Автор термина «дендроарт» С. Н. Горошкевич до 2019 г. использовал его только в узком (sensu stricto) смысле для обозначения техники создания деревьев с «дикой» скелетной основой, у которых исходная крона полностью заменена на множественные прививки карликовых сортов. Такое понимание термина было представлено в статье на сайте "Всё о сибирском кедре, его близких и дальних родственниках" в 2006 году.
С 2015 г. термин «dendroart» используют польские специалисты Ewelina и Rajmund Kordus, чей питомник располагается в городе Груец (Grójec) южнее Варшавы. Они не дают определения термину, но большая часть деревьев, представленных на их сайте, созданы по принципу ниваки, т.е. методом фрагментации кроны на отдельные элементы с просветами между ними. В качестве древесного материала используются преимущественно карликовые и полукарликовые сорта разных видов хвойных, в том числе привойные. Множественные прививки карликовых сортов на «дикой» скелетной основе, насколько об этом можно судить по фотографиям, не применяются.

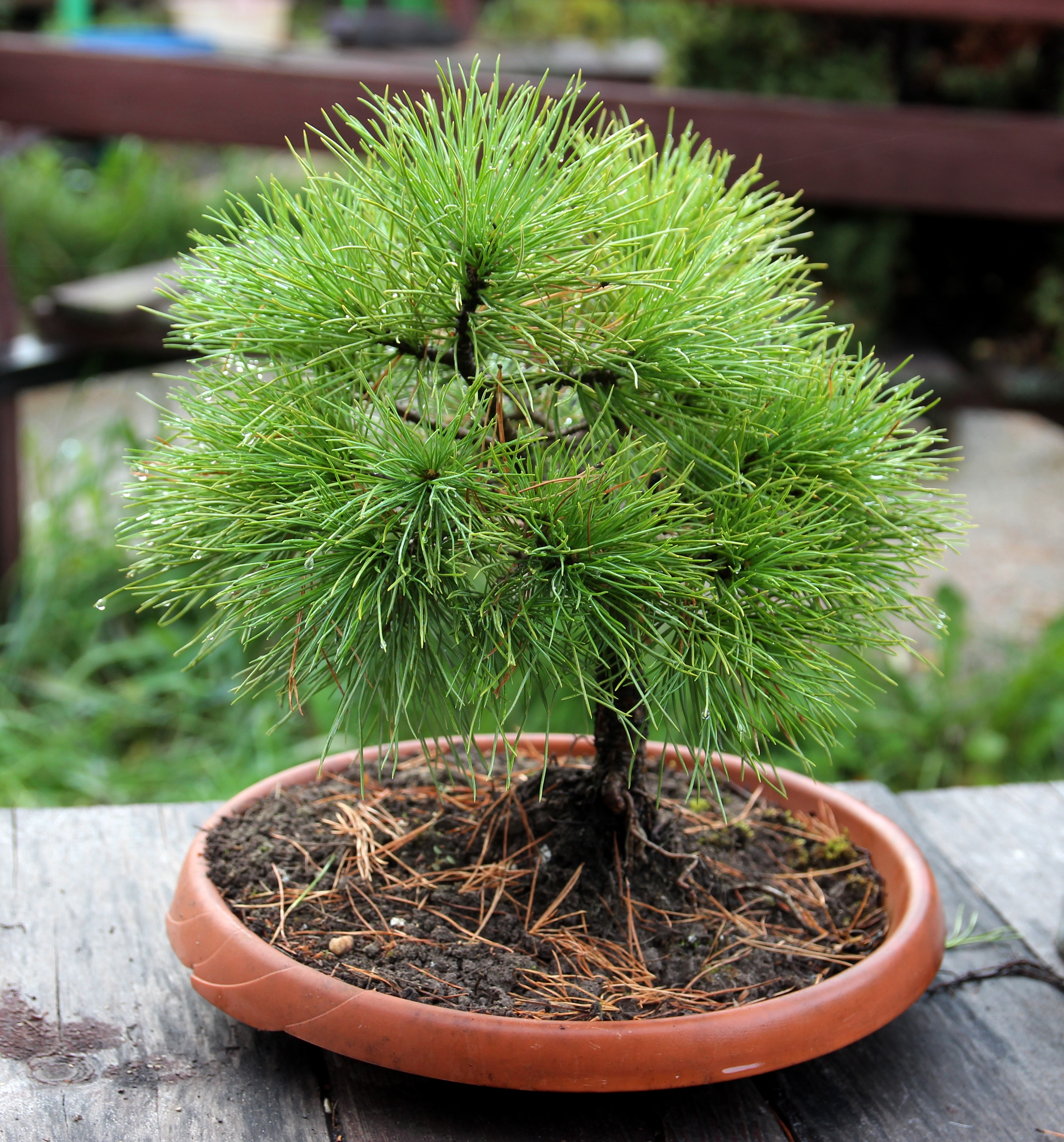
Бонсай sensu lato на основе сорта кедра сибирского ‘Дитя Биосферы’, автор С. Н. Горошкевич, фото С. Н. Горошкевича.

Термин «дендро-арт (dendro-art)», именно в таком, через дефис, написании, изредка применяется для обозначения разновидности акционизма как формы современного искусства так или иначе связанного с деревьями. Слово «дендроарт» иногда используется также как название ландшафтных компаний, декоративных изделий из пластика в форме бонсай, а также разнообразных изделий из древесины вплоть до обычной мебели.  
Если использовать термин «дендроарт» только в его основном значении, то С. Н. Горошкевич для его классификации использует следующие признаки.
- Отношение к природному "прототипу": (1) стилизация, (2) игнорирование.
- История: (1) классический, восточный, канонический; (2) современный, вненациональный, свободный от жесткого канона.
- Где выращивается: (1) в контейнере, (2) в открытом грунте.
- Что является основными декоративными элементами: (1) ствол, ветви и крона, иногда корни; (2) только крона.
- Какой древесный материал используется для декоративных элементов: (1) дикий, сильнорослый; (2) сортовой, карликовый; (3) комбинация 1 и 2.

При таком подходе всё разнообразие укладывается в следующую систему:

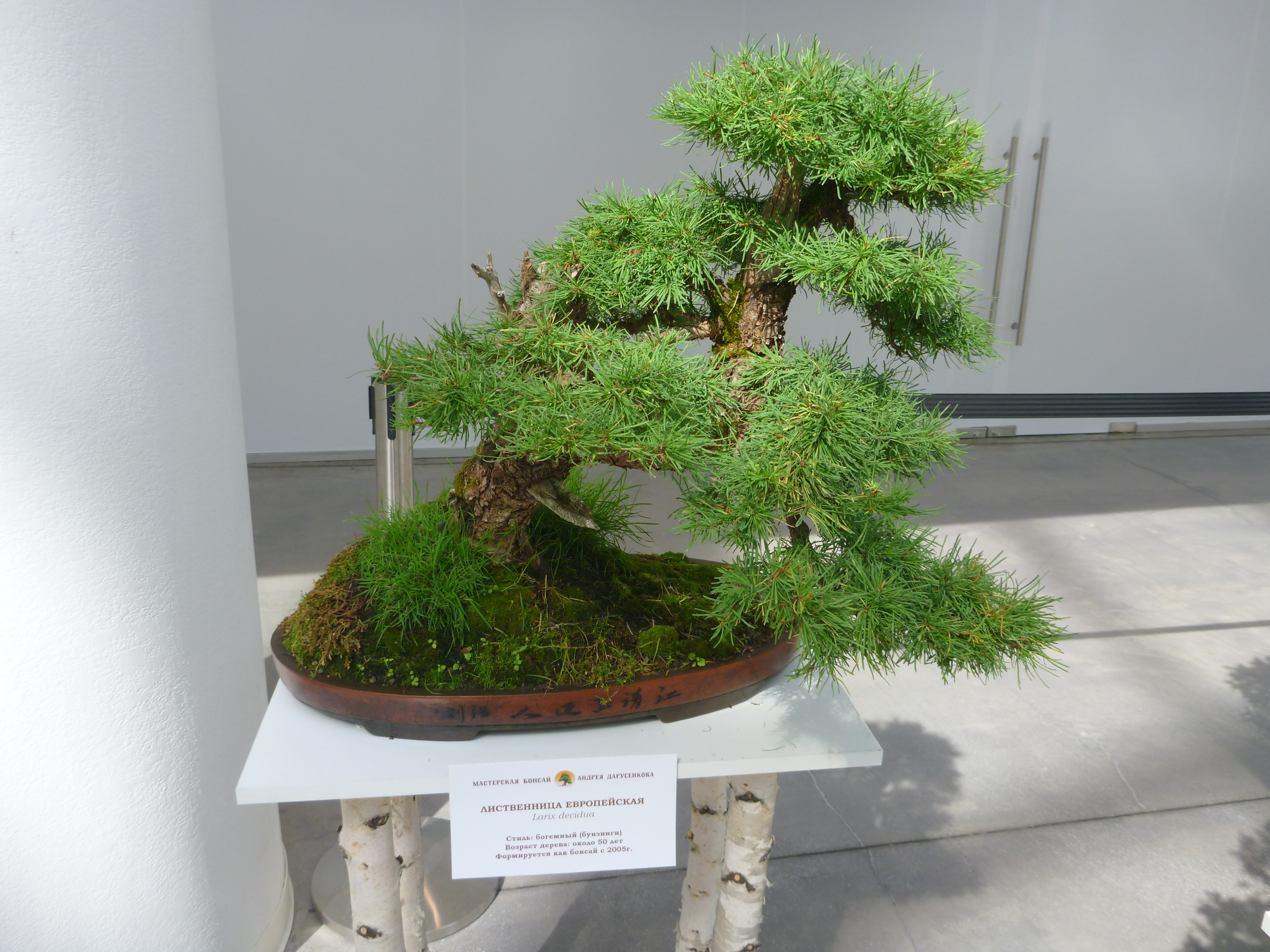
Бонсай sensu stricto. Лиственница европейская бонсай.

Бонсай - стилизация под природу, в контейнере, декоративные элементы – ствол (стволы, ветви) и крона, иногда корни.
Бонсай sensu stricto – сделанный по японским канонам из обычного растительного материала.
Бонсай sensu lato – сделанный в произвольной форме из любого, в том числе, сортового, растительного материала.
Ниваки - стилизация под природу, в грунте, декоративные элементы – ствол и крона.

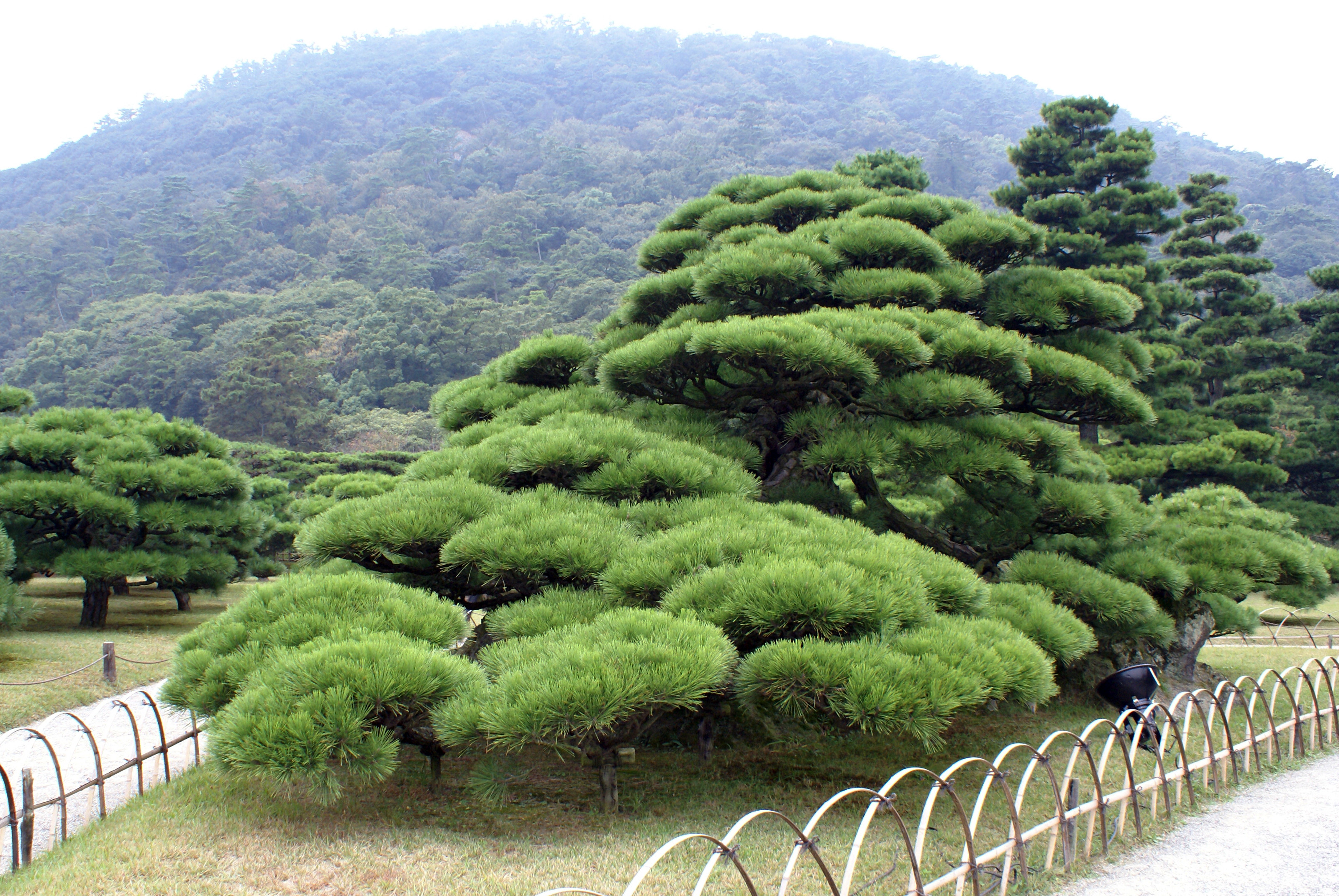
Ниваки sensu stricto.

Ниваки sensu stricto – сделанный по японским канонам из обычного растительного материала.
Ниваки sensu lato – сделанный в произвольной форме из любого, в том числе, сортового, растительного материала.
Карикоми – стилизация под природу, в грунте, декоративный элемент – крона.
Карикоми sensu stricto – сделанный по японским канонам из обычного растительного материала.
Карикоми sensu lato – сделанный в произвольной форме из любого, в том числе, сортового, растительного материала.
Топиар – без стилизации под природу, внеисторический и транснациональный, свободный от канона, в контейнерах и в открытом грунте, декоративные элементы – ствол и крона, из обычного или сортового растительного материала.
Дендроарт sensu stricto – стилизованный и не стилизованный под природу, современный, вненациональный, свободный от канона, в контейнерах и в открытом грунте, декоративные элементы - ствол (стволы, ветви) и крона, ствол и ветви из дикого растительного материала, крона из сортового (карликового) растительного материала.
Арбоскульптура – без стилизации под природу, современный, вненациональный, свободный от канона, в контейнерах и в открытом грунте, декоративные элементы - ствол (стволы, ветви), из любого, в том числе, сортового, растительного материала.

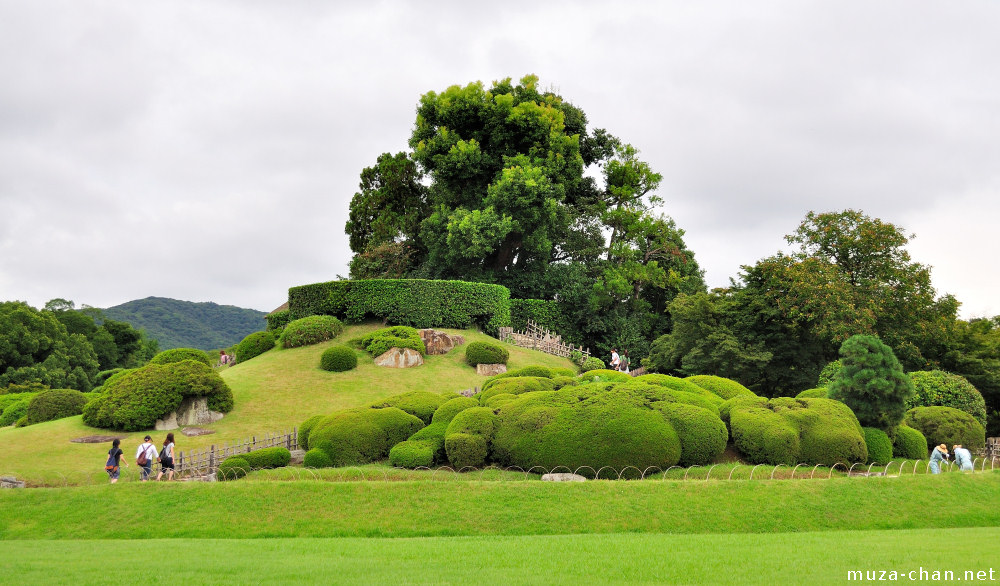
Карикоми
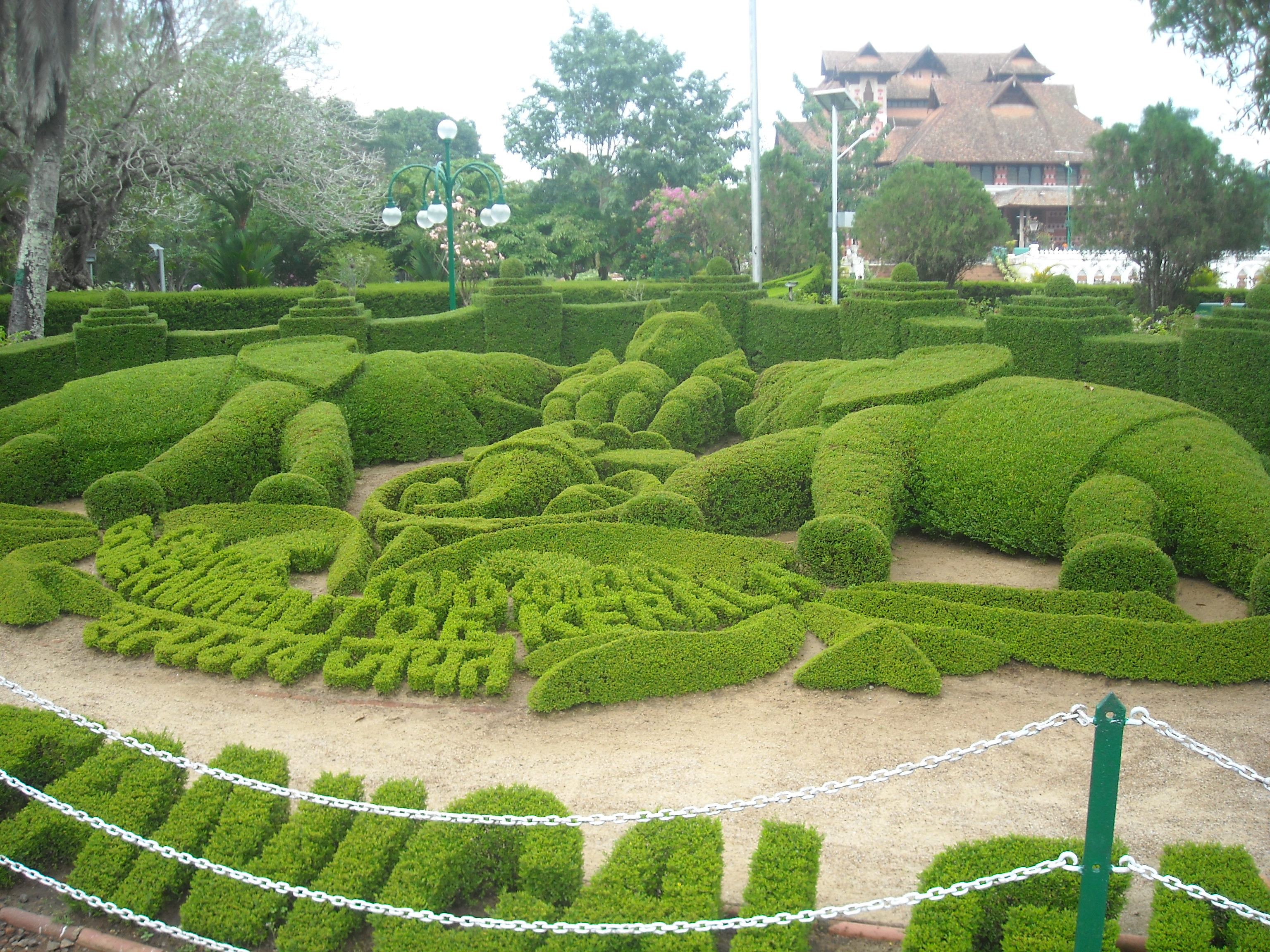
Топиар

Примечания
1. ↑  Горошкевич С. Н. Дендроарт / Российское общество селекции и интродукции хвойных. www.rosih.ru. Российское общество селекции и интродукции хвойных. Дата обращения: 28 октября 2021. Архивировано 28 октября 2021 года.
2. 1 2 3  Горошкевич С. Н. Древесные растения для сибирского декоративного садоводства : некоторые результаты 30-летней работы: питомник, коллекция, интродукция, селекция, дендроарт. — Сибирская академия деревьев и кустарников. — Томск: Д-Принт, Д-Принт. — 103 с. — ISBN 978-5-902514-94-7.
3. 1 2 3  Галимова А.Р., Шкандрий Н.Я. Дендро-арт // Вестник молодых ученых Санкт-Петербургского государственного университета технологии и дизайна. — 2020. — № 2. — ISSN 2312-2048.
4. ↑  Горошкевич С.Н. Дендроарт на основе специальных привойных сортов кедра сибирского. Всё о сибирском кедре, его близких и дальних родственниках (25 марта 2006). Дата обращения: 6 января 2023. Архивировано 6 января 2023 года.
5. ↑  Ewelina i Rajmund Kordus (пол.). Witamy Ewelina i Rajmund Kordus. Дата обращения: 12 августа 2023. Архивировано 31 мая 2023 года.